# در زندان (فیلم)
در زندان (به هندی: Naaka Bandi) فیلمی محصول سال ۱۹۹۰ و به کارگردانی شیبو مهرا است. در این فیلم بازیگرانی همچون درمندرا، سری دوی، راکش بدی، چانکی پاندی، انوپم کهیر، آمریش پوری ایفای نقش کرده‌اند.